# Nastanjiva zona
Nastanjiva zona je područje u kojem planet ima temperaturu na kojoj voda može biti u tekućem obliku. Ako je planet preblizu svojoj zvijezdi, kao naš Merkur, voda ispari, a ako je predaleko, zamrzne se.
Nastanjiva zona naziva se i Zlatokosina zona, metafora, aluzija i antonomasija dječje bajke „Zlatokosa i tri medvjeda“, u kojoj djevojčica bira iz setova tri predmeta, zanemarujući previše ekstremne (velika ili mala, vruća ili hladna itd.), i smještajući se na onu u sredini, koja je "taman". 
Ideja o nastanjivim zonama stara je već šest desetljeća. Početke možemo vidjeti u literaturi iz 1953. (Hubertus Strughold, Zeleni i crveni planet: Fiziološka studija mogućnosti života na Marsu, zatim, Harlow Shapley: Tekući vodeni pojas itd.). Sam pojam naseljena zona skovan je 1959. godine i potječe od američkog astrofizičara Su-Shu Huang (očito kineskog porijekla). Poznavanje nastanjivih zona dalje je razvijeno i bez sumnje će njihova definicija, s većim znanjem o životu i dubljim prodorom u tajne svemira, mnogo više pretrpjeti u svom sadržaju. Treba napomenuti da je identifikacija nastanjivih zona u funkciji traženja života, što je, kao što ćemo vidjeti, ponekad izgubljeno iz vida, pa se može dogoditi da u stručnim raspravama nastanjiva zona izgubi astrobiološki smisao. Treba napomenuti kada astrobiolozi i drugi znanstvenici razgovaraju o životu izvan našeg planeta, tada obično razmišljaju o životu koji nam je poznat, a koji je u osnovi isti kao i naš na Zemlji. Možda negdje duboko u svemiru postoji potpuno drugačiji život, život zasnovan na nekim egzotičnim elementima, ali to je za sada malo vjerojatno s znanstvenog stajališta neobjašnjivo.